# Sporomusa silvacetica
Sporomusa silvacetica è una specie di batterio appartenente alla famiglia delle Acidaminococcaceae.